# Cordyla nitidula
Cordyla nitidula är en tvåvingeart som beskrevs av Edwards 1925. Cordyla nitidula ingår i släktet Cordyla och familjen svampmyggor. Arten är reproducerande i Sverige. Inga underarter finns listade i Catalogue of Life.